# Epidapus illicitus
Epidapus illicitus är en tvåvingeart som beskrevs av Werner Mohrig och Björn Rulik 1999. Epidapus illicitus ingår i släktet Epidapus och familjen sorgmyggor. Inga underarter finns listade i Catalogue of Life.